# Psiloderces elasticus
Psiloderces elasticus là một loài nhện trong họ Ochyroceratidae. Loài này phân bố ở Sri Lanka.